# Brachymeria mochii
Brachymeria mochii är en stekelart som beskrevs av Masi 1936. Brachymeria mochii ingår i släktet Brachymeria och familjen bredlårsteklar. Inga underarter finns listade.